# Tiefenbach, Biberach
Tiefenbach är en kommun i Landkreis Biberach i det tyska förbundslandet Baden-Württemberg. Folkmängden uppgår till cirka 500 invånare, på en yta av 6,95 kvadratkilometer.
Kommunen ingår i kommunalförbundet Bad Buchau tillsammans med staden Bad Buchau och kommunerna Alleshausen, Allmannsweiler, Betzenweiler, Dürnau, Kanzach, Moosburg, Oggelshausen och Seekirch.

## Befolkningsutveckling
| Befolkningsutvecklingen i Tiefenbach 1975–2015 | Befolkningsutvecklingen i Tiefenbach 1975–2015 | Befolkningsutvecklingen i Tiefenbach 1975–2015 | Befolkningsutvecklingen i Tiefenbach 1975–2015 | Befolkningsutvecklingen i Tiefenbach 1975–2015 |
| ---------------------------------------------- | ---------------------------------------------- | ---------------------------------------------- | ---------------------------------------------- | ---------------------------------------------- |
|                                                |                                                |                                                |                                                |                                                |
| År                                             |                                                |                                                | Folkmängd                                      | Areal (ha)                                     |
| 1975                                           | 1975                                           |                                                | 433                                            | 799                                            |
| 1980                                           | 1980                                           |                                                | 391                                            | 695                                            |
| 1985                                           | 1985                                           |                                                | 393                                            |                                                |
| 1990                                           | 1990                                           |                                                | 430                                            |                                                |
| 1995                                           | 1995                                           |                                                | 447                                            |                                                |
| 2000                                           | 2000                                           |                                                | 476                                            |                                                |
| 2005                                           | 2005                                           |                                                | 513                                            |                                                |
| 2010                                           | 2010                                           |                                                | 525                                            |                                                |
| 2015                                           | 2015                                           |                                                | 515                                            |                                                |
|                                                |                                                |                                                |                                                |                                                |